# Sten-Thorsten Thuul
Sten-Thorsten Thuul född Sten Torsten Thul 3 augusti 1917 i Stockholm, död 29 oktober 2007 i Stockholm,  svensk skådespelare och balettdansör.

## Filmografi (urval)
- 1989 – Prima ballerina
- 1960 – Djävulens öga
- 1959 – Fly mej en greve
- 1952 – Eldfågeln
- 1946 – Iris och löjtnantshjärta

## Teater

### Koreografi
| År   | Produktion                  | Upphovsmän                            | Regi         | Teater                   |
| ---- | --------------------------- | ------------------------------------- | ------------ | ------------------------ |
| 1980 | Wärdshuset Haren och Vråken | Lars Forssell                         | Hans Polster | Helsingborgs stadsteater |
| 1983 | Ett dockhem Et Dukkehjem    | Henrik Ibsen Översättning Tom Deutgen | Tom Deutgen  | Helsingborgs stadsteater |